# اکتاش، شرفلی‌کوچیسار
اکتاش، شرفلی‌کوچیسار (به لاتین: Aktaş, Şereflikoçhisar) یک منطقهٔ مسکونی در ترکیه است که در استان آنکارا واقع شده‌است.